# La Terrasseta de Preixens
La Terrasseta de Preixens és un grup de música format a Preixens el 2008 per components de Tàrrega, Cervera i Igualada que han publicat quatre discs. La seva cançó Final Feliç, que forma part del seu tercer treball "Candidatura", va ser la més escoltada de Lleida a la plataforma Spotify el juliol de 2015.

## Història
El 2008 es reunien a la terrassa del bar de Preixens. Quan els van proposar el primer concert, sense una formació establerta ni repertori van decidir anomenar-se La Terrasseta de Preixens. A partir d'aquí es van incorporant membres i es van creant les primeres cançons que passejaran en més d'una cinquantena de concerts abans d'auto-editar el seu primer disc, El Gran Desgraciat l'agost del 2011. A finals d'aquell estiu presenten el seu primer videoclip a la ciutat de Tàrrega.
L'èxit del primer disc els porta a participar i guanyar dos concursos de grups emergents. El 2011 el concurs de Música Jove d'Igualada. I el 2012 la quarta edició del concurs Engresca't. Aquest últim els va permetre tocar a l'escenari principal del festival Telecogresca 2012. El premi també consistia a enregistrar cinc cançons a Casafont Records que formarien part del seu segon disc, Rapinyaires. Conceben la venda de discs com un model esgotat i pensen permetre la descarrega gratuït atreu més públic als seus concerts.
Aquest disc va ser finançat en part gràcies a una campanya de micromecenatge. En aquest disc van comptar amb les col·laboracions de Tomeu Penya i El Petit de Cal Eril als temes No Tinc Son i Muntanyes respectivament. A més, la banda targarina va voler fer un homenatge a la Nova Cançó en l'any del 50è aniversari de carrera musical d'en Quico Pi de la Serra. A Rapinyaires, el cantautor va col·laborar amb el grup per re-interpretar un dels seus temes més blasfems, Si els fills de puta volessin no veuríem mai el sol. El febrer de 2013 enregistren el seu segon videoclip amb una de les cançons d'aquest segon disc. A finals d'estiu de 2013 van a Mallorca a fer un concert acompanyats per Tomeu Penya.
Amb la producció de David Rosell, als estudis Can Pardaler. Candidatura (autoeditat, juny de 2015) és el tercer disc de la banda. Compten amb les col·laboracions de Carles Belda, Titot, Joan Garriga i David Rosell (Dept) a la cançó El Govern Més Animal. Van enregistrar el seu tercer videoclip i foren el primer grup català en utilitzar la tecnologia 4K. L'any 2016 segueixen girant el seu tercer treball "Candidatura" a diferents festes majors i festivals, com el Concert de l'Estelada, el Paupaterres o l'Acampada Jove.
"Tou" és el quart treball dels targarins on es submergeixen en el pop i l'electrònica sense deixar enrere la festa i la fusió dels anteriors discs. Tot i que el disc no va sortir fins a mitjans de maig, la primera parada fou el Concert de l'Estelada de Vilanova de Bellpuig on van repetir per segon any consecutiu. Després de la sortida del disc van estrenar-lo a Ivars d'Urgell i posteriorment van passar per festes majors de Belianes, Arbeca, Manresa, Montclar d'Urgell o el barri de Gràcia, entre d'altres, i festivals com l'Acampada Jove, el Paupaterres o la Fira del Teatre de Tàrrega, dins la programació musical d'aquest. A finals del 2017 el grup anuncia que el teclista de la banda, Javi Tanarro, deixarà la banda al finalitzar la gira.
El 2018 presenten un nou directe renovat que presenten per primer cop a la Festa Major de Tàrrega. El 13 de juliol celebren el seu 10è aniversari amb un concert emmarcat dins del festival Paupaterres amb la col·laboració de Diga'ls-hi Inquiets i l'edició d'una samarreta commemorativa. Un cop acabada la gira, Jordi Palou, vocalista i guitarrista, i Marc Vilarrubias, baixista, deixen la banda. En el seu lloc, Vilarrubias és substituït pel baixista Jordi Reixach "Mante". També s'afegirà a la formació el teclista Guillem García, ex-membre de Pepet i Marieta.
De cara al 2019, La Terrasseta de Preixens torna a passar per escenaris clàssics de la seva trajectòria com el Concert de l'Estelada de Vilanova de Bellpuig o el festival Paupaterres. La formació, renovada, estrena l'EP "Potxons", produït pel valencià Mark Dasousa i que inclou el tema "Surt el sol", escollit per representar Cervera Capital de la Cultura Catalana 2019.

## Discografia
| • El Gran Desgraciat (2011) |
| --- |
| (Autoeditat) 1. Parlant de Culs 2. El Meu Carrer 3. Dia de Tranquis 4. Corrido de la Rotonda de Sant Martí 5. La Pedra Rebel 6. La Ribera del Sió 7. Ep Noi!! 8. El Gran Desgraciat 9. Tus Muertos 10. La Cançó de la Vergonya 11. Indis de Ponent 12. Ritmes del Camperol |

| • Rapinyaires (2013) |
| --- |
| (Casafont Records) 1. Desperta 2. Confós 3. Si els fills de puta volessin 4. No Tinc Son 5. Anem a les Cavernes 6. Muntanyes 7. Si Vull Sóc 8. El dia que tot exploti 9. Rapinyaires 10. Rumbero de Metall 11. El Ritme 12. Pels Carrers de la Ciutat 13. Diumenge 14. No Tinc Son (Radio Edit) |

| • Candidatura (2015) |
| --- |
| (Autoeditat) 1. Je t'aime 2. Energia 3. Final Feliç 4. L'Estació 5. Margaridet 6. El Riu 7. Gruyère 8. El Govern Més Animal 9. Pistola 10. Àngel o dimoni 11. La Duana 12. La Balada d'en Lucas |

| • Tou (2017) |
| --- |
| (Kasba) 1. Tou 2. La solució 3. Un cop més 4. Dius 5. Generació del dubte 6. Terres de frontera 7. El pardal 8. Txin-txin 9. Els mercats 10. Coses que fan fàstic |

| • Potxons (2019)                                          |
| --------------------------------------------------------- |
| (Kasba) 1. Potxons 2. Conflictes comarcals 3. Surt el sol |